# Fissidens incisus
Fissidens incisus är en bladmossart som beskrevs av Theodor Carl Karl Julius Herzog 1916. Fissidens incisus ingår i släktet fickmossor, och familjen Fissidentaceae. Inga underarter finns listade i Catalogue of Life.